# Bujnicz
Bujnicz (ukr. Бійничі, Bijnyci) – wieś na Ukrainie w rejonie drohobyckim należącym do obwodu lwowskiego.